# Président de l'Assemblée législative de la Colombie-Britannique
La présidence de l'Assemblée législative de la Colombie-Britannique est la plus importante fonction de cette assemblée. Il arbitre les débats, interprète le règlement de l'Assemblée nationale, voit à l'administration de l'Assemblée et s'occupe de la représenter, notamment au niveau international.
Nécessairement membre de l'Assemblée, il est élu par ses pairs et représente généralement la majorité qui y siège. Le président actuel (Darryl Plecas) est une exception à la règle puisqu'il est issu du parti d'opposition, qui l'a alors exclu.
Le président de l'Assemblée législative doit rester non partisan par tradition et ne prend quasiment jamais part au vote. Il peut le faire dans deux cas :  au moment de la troisième lecture d'un projet de loi, mais il doit soutenir le statu quo, et dans le cas de motion de confiance.

## Présidents de l'Assemblée législative de la Colombie-Britannique
|    | Président                 | Affiliation  | Début de mandat  | Fin de mandat    | Notes |
| -- | ------------------------- | ------------ | ---------------- | ---------------- | --- |
| 1  | James Trimble             | Indépendant  | 1872             | 1878             | |
| 2  | Frederick W. Williams     | Indépendant  | 1878             | 1882             | |
| 3  | John Andrew Mara          | Indépendant  | 1883             | 1886             | |
| 4  | Charles Edward Pooley     | Indépendant  | 1887             | 1889             | |
| 5  | David Williams Higgins    | Indépendant  | 1890             | 1898             | |
| 6  | John Paton Booth          | Indépendant  | 1898             | 1898             | |
| 7  | William Thomas Forster    | Indépendant  | 1899             | 1900             | |
| 6  | John Paton Booth          | Indépendant  | 1900             | 1902             | |
| 4  | Charles Edward Pooley     | Indépendant  | 1902             | 1906             | |
| 4  | Charles Edward Pooley     | Conservateur | 1902             | 1906             | À partir de 1903. |
| 8  | David McEwen Eberts       | Conservateur | 1907             | 1916             | |
| 9  | John Walter Weart         | Libéral      | 1917             | 1918             | |
| 10 | John Keen                 | Libéral      | 1918             | 1920             | |
| 11 | Alexander Malcolm Manson  | Libéral      | 1921             | 1922             | |
| 12 | Frederick Arthur Pauline  | Libéral      | 1922             | 1924             | |
| 13 | John Andrew Buckham       | Libéral      | 1924             | 1928             | |
| 14 | James William Jones       | Conservateur | 1929             | 1930             | |
| 15 | Cyril Francis Davie       | Conservateur | 1931             | 1933             | |
| 16 | Henry George Thomas Perry | Libéral      | 1934             | 1937             | |
| 17 | Norman William Whittaker  | Liberal      | 1937             | 1947             | Sous une coalition Libéraux-conservateurs |
| 17 | Norman William Whittaker  | Libéral      | 1937             | 1947             | (Since 1941) |
| 18 | Robert Henry Carson       | Libéral      | 1948             | 1949             | Sous une coalition Libéraux-conservateurs |
| 19 | John Hart                 | Libéral      | 1949             | 1949             | Sous une coalition Libéraux-conservateurs |
| 20 | Nancy Hodges              | Libéral      | 1950             | 1952             | Sous une coalition Libéraux-conservateurs |
| 21 | Thomas Irwin              | Créditiste   | 1953             | 1957             | |
| 22 | Lorne Shantz              | Créditiste   | 1958             | 1963             | |
| 23 | William Harvey Murray     | Créditiste   | 1964             | 1972             | |
| 24 | Gordon Dowding            | Néodémocrate | 1972             | 1975             | |
| 25 | Dean Smith                | Créditiste   | 1976             | 1978             | |
| 26 | Harvey Schroeder          | Créditiste   | 1979             | 1982             | |
| 27 | Kenneth Walter Davidson   | Créditiste   | 1982             | 1986             | |
| 28 | John Douglas Reynolds     | Créditiste   | 1987             | 1989             | |
| 29 | Stephen Rogers            | Créditiste   | 1990             | 1991             | |
| 30 | Joan Sawicki              | Néodémocrate | 1992             | 1994             | |
| 31 | Emery Barnes              | Néodémocrate | 1994             | 1996             | |
| 32 | Dale Lovick               | Néodémocrate | 1996             | 1998             | |
| 33 | Gretchen Brewin           | Néodémocrate | 1998             | 2000             | |
| 34 | William James Hartley     | Néodémocrate | 2000             | 2001             | |
| 35 | Claude Richmond           | Libéral      | 2001             | 2005             | |
| 36 | Bill Barisoff             | Libéral      | 2005             | 2013             | |
| 37 | Linda Reid                | Libéral      | 2013             | 2017             | |
| 38 | Steve Thomson             | Libéral      | 22 juin 2017     | 29 juin 2017     | Élu avec une Assemblée très divisée, il démissionne dès que le gouvernement de Christy Clark est abattu afin de redonner une voix supplémentaire aux libéraux. |
| 39 | Darryl Plecas             | Indépendant  | 8 septembre 2017 | 20 décembre 2020 | Député libéral il est élu sous un gouvernement néodémocrate soutenu par les Verts contre l'avis de son parti. Il en est aussitôt exclu,.                       |
| 40 | Raj Chouhan               | Néodémocrate | 20 décembre 2020 | En poste         | |